# نداهة الكتابة
ندّاهة الكتابة: نصوص مجهولة في إبداع يوسف إدريس، كتاب للناقدة عبير سلامة، نُشر للمرة الأولى سنة 2003 بواسطة المجلس الأعلى للثقافة في القاهرة. ويتناول مراحل العملية الإبداعية لدى يوسف إدريس، مع التركيز على مرحلة تعديل نصوص قصص ومسرحيات ومقالات بعد نشرها في دوريات أو كتب، إضافة إلى القصص المجهولة بالنسبة لكثير من القراء والنقاد، والتي كان التعديل وإعادة النشر بعناوين مختلفة واحدا من تفسيرات المؤلفة لعدم اهتمام يوسف إدريس بنشرها في مجموعات قصصية.

## المنهج
تعتمد المؤلفة في الكتاب على دراسات التكوين الأدبي أو النقد التكويني التي رأت أنها تعيد الحياة للمؤلف، تحديدا من زاوية قدرته الإبداعية، بالإجابة على سؤال: كيف تمكن من إنتاج عمله؟ هذا السؤال الذي يحتاج إلى أكثر من الطبعة النهائية للنص الأدبي للإجابة عليه، يحتاج «ما قبل» النص من: خطط أولية، مسودات، ملاحظات رسائل، وتصحيحات التجارب الطباعية. يحتاج كذلك «ما بعد» النص من طبعات لاحقة منقحة، وردود المؤلف على النقد.
وترى المؤلفة أن هدف هذه الدراسات يفوق معرفة كيف كتب مؤلف ما نصه، فالمعرفة مقدمة ضرورية لقراءة إبداعه كله وفهمه بمنهج مركب، منهج تاريخي اجتماعي نفسي بنيوي تفكيكي. وتبدو الحاجة إلى مثل هذه الدراسات مُلحةً عند اكتشاف نصوص مجهولة بالنسبة لكثير من قراء كاتب مشهور، إما لأنها مسودات لم تنشر، وإما لأنها نشرت في دوريات مختلفة ولم يقيدها الكاتب في كتاب قبل رحيله. ولا شك في أن اكتشافًا مثل هذا يعد فرصة نادرة أمام النقاد والباحثين لدراسة إبداع الكاتب دراسة أشمل، ولمراجعة كثير من الأحكام النقدية التي تأسست على ما كان يظن أنه أعماله الكاملة، إضافة إلى ما في عملية إسقاط الكاتب بعض إنتاجه، أو إخفائه، من دلالة كبيرة على مراحل تطوره الفنى، نقده لنفسه أو تقييمه لإبداعه، وخصائص العملية الإبداعية عنده بجميع أركانها.

## المحتوى
يتكون كتاب ندّاهة الكتابة من مقدمة وخمسة فصول وخاتمة وببليوجرافيا مفصلة لجميع قصص يوسف إدريس. تتناول المؤلفة في الفصل الأول (مفيستو والتزام الكتابة) شخصية يوسف إدريس البركانية المثيرة للحيرة والاستفزاز، وصوته الداخلى الذي يعلو فوق صوت المجتمع الثقافى حوله، وكيف كان يسيء إدارة موهبته، ويبددها كتابة على عدة أنواع أدبية وصراعا على قضايا مختلفة.
الفصل الثاني (تعديل أزمات الثعلب) يتناول القصص التي قام يوسف إدريس بتغيير عناوينها ونصوصها ثم نشرها لأكثر من مرة في أكثر من دورية، وأحيانا في الدورية نفسها بعد أشهر أو سنوات. ترصد المؤلفة تلك القدرة الإبداعية التي تصاب بالتراجع إذا بلغت ذراها التطورية، والنضج الذي يعقبه انهيار يأخذ في الكتابة أشكالا عدة، أشهرها تكرار المنجز القديم، والدوران في دائرة ضيقة من الأفكار والأساليب، لذلك يراجع المبدع الحصيف منجزه كل حين، ليفتح له نوافذ جديدة، تحرك هواء قدرته وتنقذها من الركود والموات. وترى أن تأرجح أشكال الكتابة عند يوسف إدريس بين القصة والرواية والمسرحية والمقالة كان محاولة في هذا الاتجاه، محاولة أشرفت على اليأس في السنوات الأخيرة من عمره، نتيجة جزعه من ضعف قدرته على إضافة الجديد لمنجزه في الأشكال الثلاثة الأولى، وعدم قدرته على الاكتفاء بشكل المقالة.
الفصل الثالث (موهبة النظير في القصص المجهولة) يتناول القصص التي لم ينشرها يوسف إدريس في أي مجموعة، على الرغم من أن بعضها لا يقل جودة عن قصص بداياته، مثل قصة نظرة والنداهة، وبعضها لا يزيد ضعفا عن القصص التي أوردها في أواخر مجموعاته. وتفسر المؤلفة ذلك بعدة تفسيرات منها مستوى تمكنه من اللغة، خاصية ذهنية في مراحل العملية الإبداعية عنده، النسيان، توهم قيامه بتغييرها وإعادة نشرها، كما فعل مع غيرها، وخشى أن يظهر من أسرار كتابته ما كان حريصا على إخفائه، وربما احتفظ بها رصيدا لأيام تالية ينشرها باعتبارها إنتاجا حديثا، وأخيرا التشابه الواضح بين بعض هذه القصص وقصص محمد يسري أحمد.
الفصل الرابع (ندّاهة الكتابة) يتناول تأثر يوسف إدريس في بداياته بآخرين، والعلاقة القوية بين قصص إدريس المجهولة بالنسبة لكثيرين وقصص محمد يسرى أحمد المجهولة أيضا نظرا لانقطاعه عن الكتابة منذ الستينيات.
الفصل الخامس (قصص المقالات وحدود التجريب) يتناول نشر يوسف إدريس لبعض مقالاته باعتبارها إبداعا خالصا، في مجموعاته القصصية المنشورة منذ مطلع الثمانينيات، وتناول عدد من أبرز النقاد لها نقديا باعتبارها قصصا تجريبيا، وتقارن المؤلفة بين نصوص قصص وأصولها التي سبق نشرها في مقالات صحفية لرصد محاولة يوسف إدريس انتهاك حدود الإطار الفنى للقصة عن طريق التزام الواقعية القصوى أو المحاكاة المطابقة.

## مشكلة النشر
تعرض الكتاب لإهمال فادح أثناء طباعته، ما أدى إلى إسقاط صفحات منه ونصوص وهوامش وببليوغرافيا كاملة، وتداخل فقرات وعناوين فصوله الاخيرة، إضافة إلى كثرة الأخطاء الطباعية، وبعد محاولات مرهقة مع الناشر على مدى عام ونصف العام لإعادة طبعه قامت المؤلفة بنشر النسخة الأصلية المنقحة التي قدمتها للناشر على شبكة الإنترنت، ما يعني وجود مسودة مطبوعة في كتاب بدون إرادتها، وبالتالي وجود نموذج إضافي لما حاولت دراسته من خلال إبداع يوسف إدريس.

## نقد الكتاب
اختلفت الآراء بشأن موضوع الكتاب الذي يثير قضية على جانب كبير من الأهمية، حول مدى جواز إعادة نشر قصص ليوسف إدريس بعد وفاته، في حين أنه رفض أن يضمها لأي من مجموعاته خلال حياته، وهي من القضايا الشائكة، التي تثير الجدل، ويجتهد كل طرف فيها أن يقدم كل ما يستطيع من دفوع وحجج تدعم رأيه.
رأي البعض أن قرار النشر الأول فهو للكاتب وحده دون جدال، وأن نشر ما لم يرد نشره هو تعدٍّ صريح على حريته وأدبه، فإن للكاتب الحق كله في عدم ضم قصص أو قصائد كان نشرها في دوريات مختلفة إلى مجموعات قصصية أو دواوين يصدرها في حياته، وعلينا نحن واجب احترام رأيه وحقه ورؤيته لشأن كهذا.
يتضمن الكتاب مجموعة من الإشكاليات غير المحلولة في النقد الأدبي بشكل عام، وعلى رأسها عملية نشر النص في أكثر من شكل، سواء بتعديلات لغوية أو نحوية أو أسلوبية أو إضافات أو حذف من جانب الكاتب. والناقدة عبير سلامة في كتابها تطرح السؤال بشكل مباشر: ما مدى أحقية الكاتب في تغيير نص أدبي قدمه بإرادته للتلقي العام وأصبح بالفعل بين أيدي الناس؟! وماذا يفعل الناقد أمام نصين لقصة واحدة؟! هل يعتمد على الأول منهما باعتباره الأصل والأقرب بالتالي إلى الفنية العفوية؟! أم يكتفي بالنص المعدل باعتباره أكثر نضجًا وتعبيرًا عن اكتمال رؤية الكاتب؟! أم يعتبر النص الأول مسودة منشورة ووثيقة لدراسة التكوين الأدبي؟! الناقدة تطرح تساؤلات، وتجيب عليها بصورة حيادية تماما، لأن النقد الأدبي في عمومه، والخط الذي تسير عليه الكاتبة بالذات يتعارض تماما مع محاكمة الكاتب أو اتهامه بالخطأ أو الصواب، وإنما ممارسة النقد مع العمل كقراءة إبداعية جديدة.

## وصلات خارجية
ندّاهة الكتابة
ندّاهة الكتابة: قصص مجهولة ليوسف ادريس ضد رغبته
نصوص مجهولة ليوسف ادريس تثير قضية أحقية النشر